# Katrin Seybold
Katrin Seybold, eigentlich Karin Seybold (* 14. Juli 1943 in Bromberg; † 27. Juni 2012 in München) war eine deutsche Filmregisseurin, Drehbuchautorin und Filmproduzentin.

## Leben
Katrin Seybold war die Tochter des Straßenbauingenieurs Ernst Seybold und seiner Ehefrau Elisabeth, geborene Nill. Sie wuchs nach der Scheidung ihrer Eltern bei der als Lehrerin tätigen Mutter in Stuttgart auf. Während ihrer Schulzeit nahm sie Ballettunterricht, nach dem Abitur 1963 studierte sie Kunstgeschichte an der Ludwig-Maximilians-Universität München und Eberhard Karls Universität Tübingen sowie in Florenz. 1969 brach sie ihr Studium ab.
Sie lernte nun Gerd Conradt kennen, der gerade mit 18 anderen Studenten von der Deutschen Film- und Fernsehakademie Berlin relegiert worden war. Mit ihm zog sie vorübergehend in die Kommune I und drehte zusammen mit ihm ihren ersten Dokumentarfilm Die wilden Tiere – Rote Knastwoche Ebrach über den APO-Protest gegen die Verhaftung des Studenten Reinhard Wetter. Später lebte sie zeitweise in der Frauenkommune München.
Seybold sah ihre Filme von Anfang an als Politikbeitrag, was ihr immer wieder den Vorwurf der Distanzlosigkeit einbrachte. Von 1970 bis 1975 war sie für die Stiftung Deutsche Kinemathek tätig und arbeitete als Lehrbeauftragte für Filmtheorie an der Gesamthochschule Kassel und der TU Berlin, bevor sie wegen ihrer „materialistischen Weltanschauung“ und ihrer Freundschaft mit RAF-Mitgliedern Berufsverbot erhielt.
Der Dokumentarfilmer Hans Rolf Strobel beschäftigte sie als Regieassistentin, ab 1972 arbeitete sie für die Redaktion Sozialpolitik des Bayerischen Rundfunks, und 1975 wurde sie freie Redakteurin der Firma Eikon. 1979 gründete sie ihre eigene Produktionsfirma und zusammen mit Peter Krieg die Verleihgenossenschaft der Filmemacher. Sie suchte Kontakt zu Sinti und drehte zusammen mit Melanie Spitta den Film Schimpft uns nicht Zigeuner über den Alltag zweier junger Sinti sowie zwei weitere Dokumentationen über die Sinti. 
Von 1981 bis 1984 war sie Delegierte des Verbands der Filmarbeiterinnen im Auswahlausschuss für Filmförderung beim deutschen Bundesministerium des Innern. In den 1980er-Jahren inszenierte sie vorübergehend auch Fernsehspiele. In ihren Dokumentarfilmen beschäftigte sie sich weiterhin mit der deutschen Geschichte, wobei Nationalsozialismus, Widerstand und Judenverfolgung die Schwerpunkte bildeten.
Seit 1994 war sie Mitglied der Akademie der Künste (Berlin). Sie war mit dem Filmemacher und Autor Thomas Harlan verheiratet und lebte bis zu ihrem Tod im Juni 2012 in München.

## Filmografie

### Als Regisseurin
- 1970: Die wilden Tiere – Rote Knastwoche Ebrach
- 1971: Akkordarbeiterin beim Osram-Konzern
- 1978: Gorleben
- 1978: Schäfereigenossenschaft Finkhof
- 1980: Schimpft uns nicht Zigeuner (mit Melanie Spitta)
- 1981: Wir sind Sintikinder und keine Zigeuner (Regie zusammen mit Melanie Spitta)
- 1981: Wir sind stark und zärtlich
- 1982: Es ging Tag und Nacht, liebes Kind – Zigeuner (Sinti) in Auschwitz (Regie zusammen mit Melanie Spitta, die das Drehbuch schrieb)
- 1983: Ein wild, roh, tobend Volk – Die Deutschen und ihr Luther
- 1985: Das erste Mal über 130 Gefahren
- 1986: Gefahr für den König – Ein preußisches Nachtstück um Friedrich II., genannt „Der Große“
- 1987: Das falsche Wort – Wiedergutmachung an Zigeunern (Sinti) in Deutschland? (Drehbuch: Melanie Spitta)
- 1987: Seit ich weiß, dass ich nicht mehr lange lebe, bin ich stark
- 1989: Ich denke nicht daran zu hassen
- 1990: Ich möchte immer darüber reden – Katastrophen und das Leben danach
- 1990: Deutsch ist meine Muttersprache – Deutsche Juden erinnern sich an ihre christlichen Mitbürger
- 1990: Und die Sehnsucht bleibt – Von der Sucht nach Liebe
- 1991: Der sechste Tag
- 1993: Es ging rasend schnell – Unfallopfer und ihre Täter
- 1994: Mut ohne Befehl – Widerstand und Verfolgung in Stuttgart 1933–1945
- 1995: Wut im Bauch – Wenn Frauen gewalttätig werden
- 1999: Nein! Zeugen des Widerstandes in München 1933–1945
- 2000: Ludwig Koch – Der mutige Weg eines politischen Menschen
- 2003: Lichtsucher – Von Blinden, die sehen wollen
- 2008: Die Widerständigen – Zeugen der Weißen Rose[3]
- 2015: Die Widerständigen – „Also machen wir das weiter“ (nach dem Tode von Seybold vollendet von Ula Stöckl)[4][5]

### Als Produzentin
- 1990: „Alle Juden raus!“ – Judenverfolgung in einer deutschen Kleinstadt 1933–1945 (Regie: Emanuel Rund)

### Als Darstellerin
- 1984: Der Beginn aller Schrecken ist Liebe (Regie: Helke Sander)

## Auszeichnungen
- 1971: Golddukaten Mannheim
- 1981: Bester Jugendfilm
- 1981, 1982: Festival des Films des Femmes
- 1986, 1994: Christopherus-Preis
- 1990: Silver Hugo Chicago
- 1991: Etiene-Jules-Marcy-Preis

## Schrift
- Paul Werner: Großmeister der Vernichtungslager, in BRD-Zeiten Ministerialrat. In: Hermann G. Abmayer (Hrsg.): Stuttgarter NS-Täter. Vom Mitläufer bis zum Massenmörder. Schmetterling Verlag, Stuttgart, 2. Auflage 2009, ISBN 978-3-89657-136-6, S. 74–81.